# Tantris

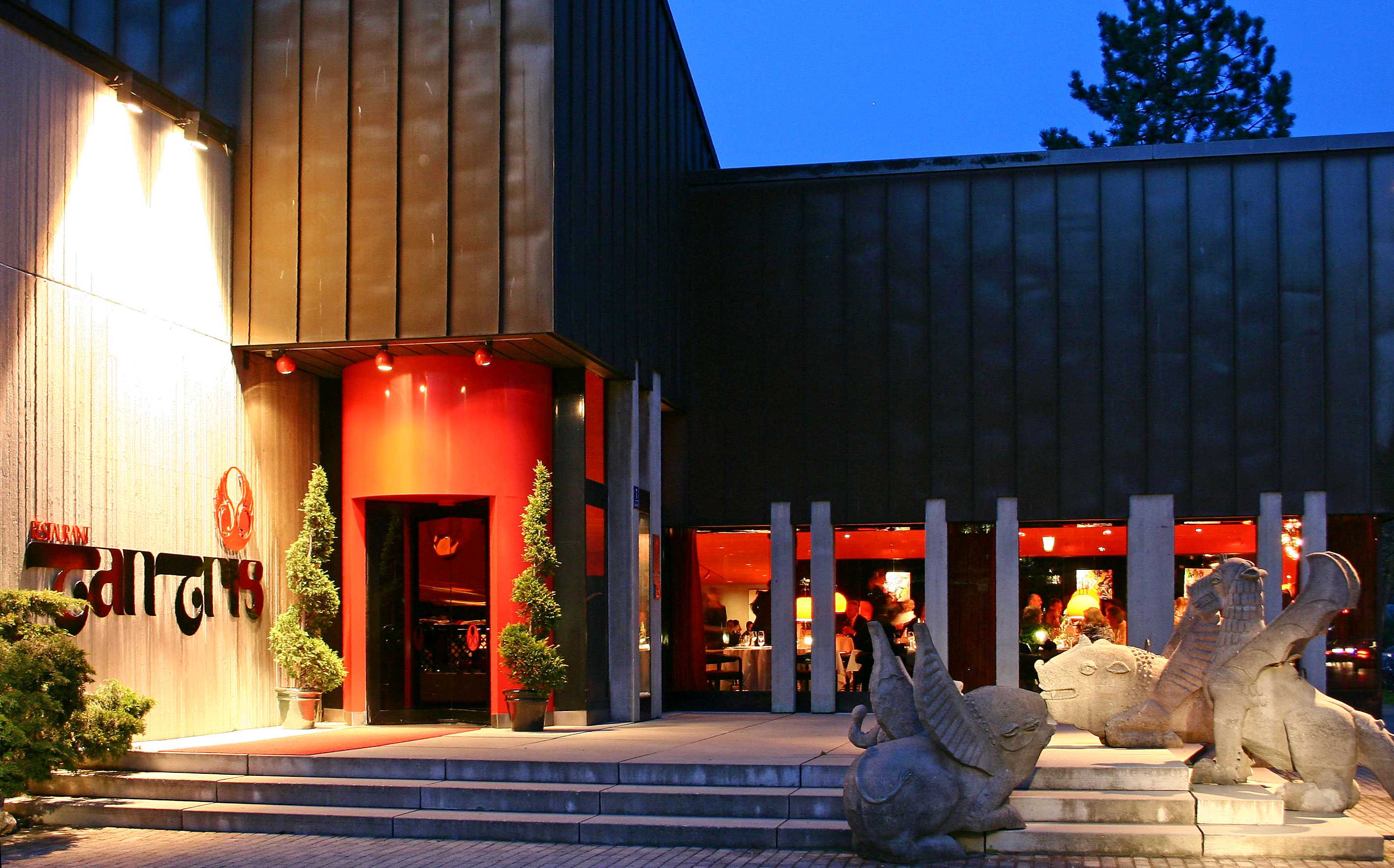
Restaurant Tantris am Abend

Das Tantris ist ein Restaurant in München. Es wurde 1971 eröffnet, wird seit 1974 mit mindestens zwei Michelin-Sternen ausgezeichnet und zu den 15 besten Restaurants Deutschlands gezählt.

## Küchenchefs und Restaurant
Eckart Witzigmann war ab Dezember 1971 der erste Küchenchef, unter dem das Tantris 1973 mit einem und 1974 mit zwei Michelinsternen ausgezeichnet wurde – die seinerzeit höchste in Deutschland vergebene Auszeichnung. Von 1973 bis 2000 war Peter Kluge Restaurantleiter.
1978 wurde Heinz Winkler Küchenchef im Tantris. Unter ihm wurde das Restaurant 1981 als zweites deutsches Restaurant mit drei Michelinsternen ausgezeichnet. Die behielt es zehn Jahre, bis Winkler sein eigenes Restaurant in Aschau im Chiemgau eröffnete.
Von 1991 bis 2020 war Hans Haas Küchenchef. Er hielt das Tantris auf dem hohen Niveau von zwei Michelin-Sternen; der Gault-Millau vergab 18 Punkte.
Nach einer Renovierung 2021 wurde die Küche des Tantris zweigeteilt. Benjamin Chmura übernahm das Hauptrestaurant im Oktober 2021. Im März 2022 wurde das Tantris mit zwei Michelinsternen ausgezeichnet.
Das zweite Restaurant wurde ab Oktober 2021 als Tantris DNA  von der französischen Küchenchefin Virginie Protat geführt, das sich den Klassikern der Tantris-Küche widmet. Der Restaurantname wird so erklärt: „Im Restaurant Tantris DNA (...) widmen wir uns der ursprünglichen französischen Küche, der DNA des Tantris Maison Culinaire.“ Es wurde 2022 mit einem Michelinstern ausgezeichnet. Im Mai 2023 verließ Protat das Tantris DNA; seitdem leitet Chmura beide Restaurants.
2023 sagte Felix Eichbauer in einem Interview, „Ich könnte damit leben, wenn es einmal kein Tantris mehr geben sollte.“
Der Weinkeller des Tantris umfasst 35.000 Flaschen und wurde von 1991 bis 2011 von der Sommelière Paula Bosch betreut.

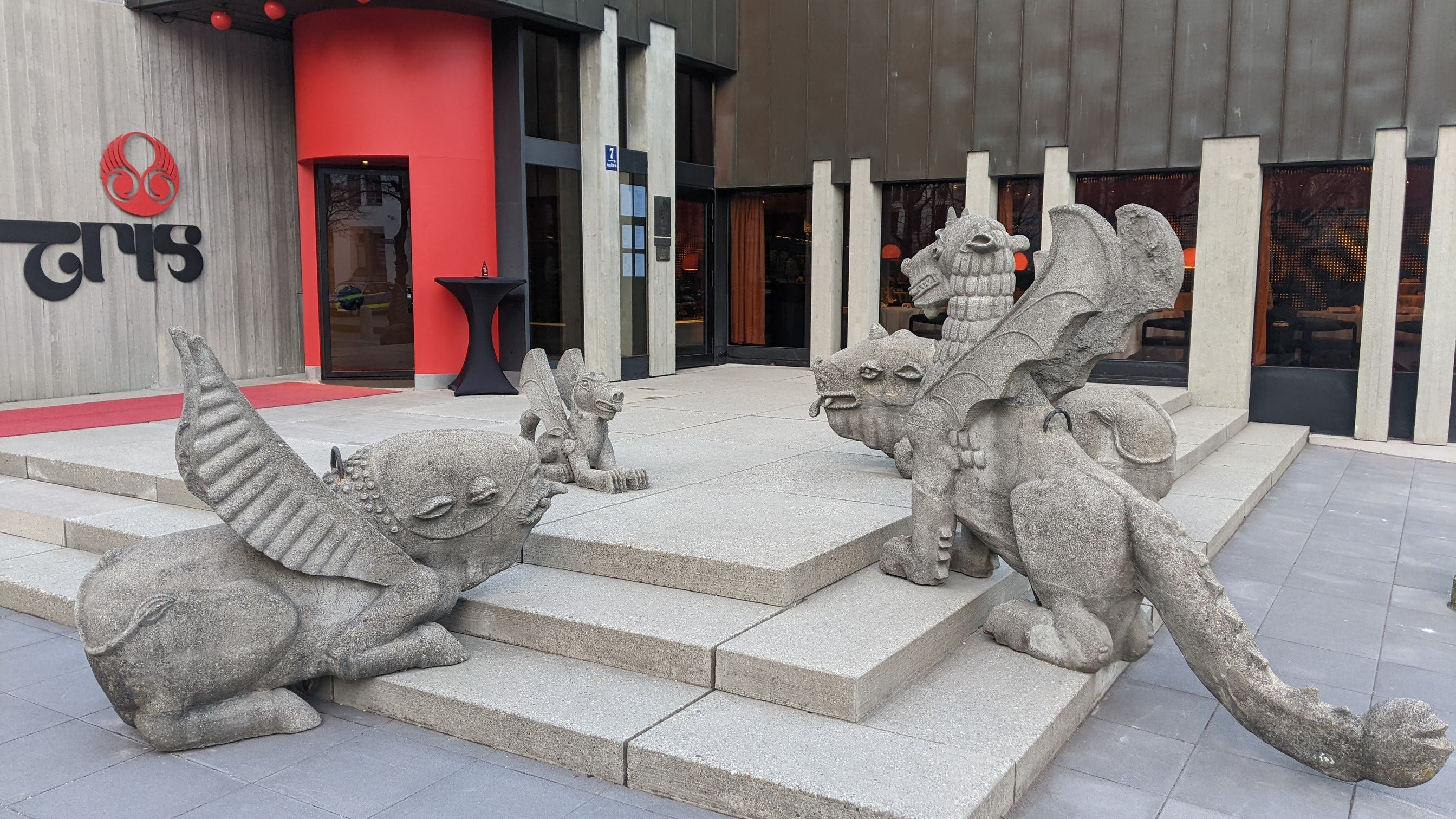
Die Beton-Skulpturen vor dem Eingang stammen von Bruno Weber.

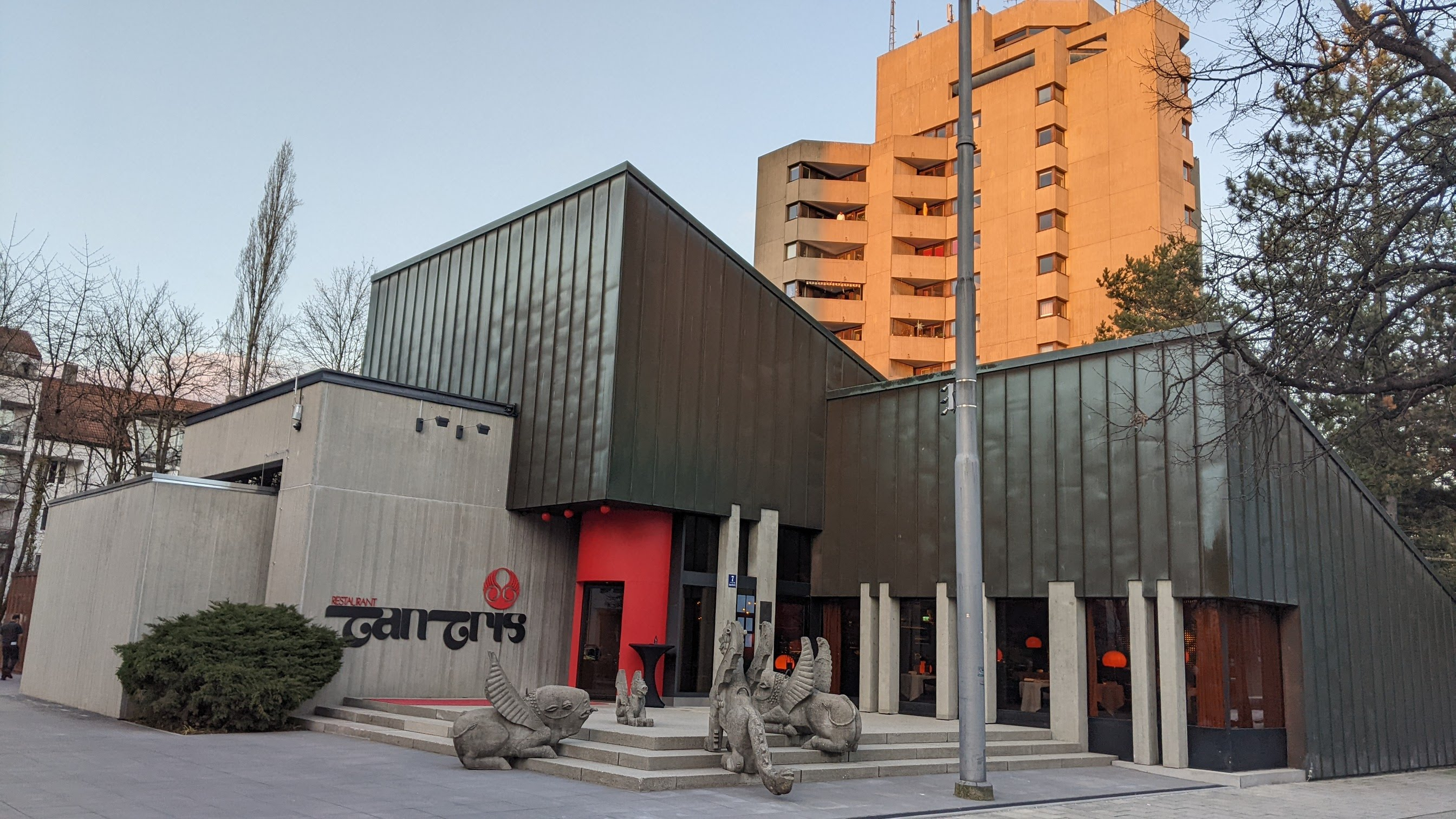
Das Tantris und das Wohngebäude Johann-Fichte-Straße 11 in München-Schwabing stehen seit 2019 gemeinsam unter Denkmalschutz.

## Gebäude
Der Bauunternehmer und Gourmet Fritz Eichbauer (1928–2025) ließ das Gebäude vom Architekten Justus Dahinden planen; es wurde 1971 eröffnet. Die Beton-Skulpturen stammen vom Schweizer Künstler Bruno Weber. Seit 2006 ist Felix Eichbauer (* 1972), der Sohn des Gründers, Geschäftsführer des Tantris.
2012 wurde der Bau unter Denkmalschutz gestellt. Anfang 2019 folgte auch das angrenzende Wohnhochhaus in der Johann-Fichte-Straße 11, das der Architekt Hans-Busso von Busse plante und das von 1970 bis 1971 gebaut wurde. Beide Gebäude bilden eine bauliche Einheit und werden in der Denkmalliste in einem gemeinsamen Eintrag geführt.
Der Innenbereich wurde 2004 von Stephan Braunfels originalgetreu restauriert. 2013 wurde ein von Danilo Silvestrin entworfener Kronleuchter ergänzt. Fritz Eichbauer erhielt 2017 für die Erhaltung des Restaurants die Bayerische Denkmalschutzmedaille.
Im Oktober 2019 wurde bekannt, dass die Sanierung des Gebäudes fast 10 Millionen Euro erfordert und der Fortbestand des Restaurants fraglich war. Von Ende 2020 bis Oktober 2021 wurde dann das Restaurant renoviert.

## Ehemalige Tochterunternehmen: Bistro Terrine, Schrannenhalle

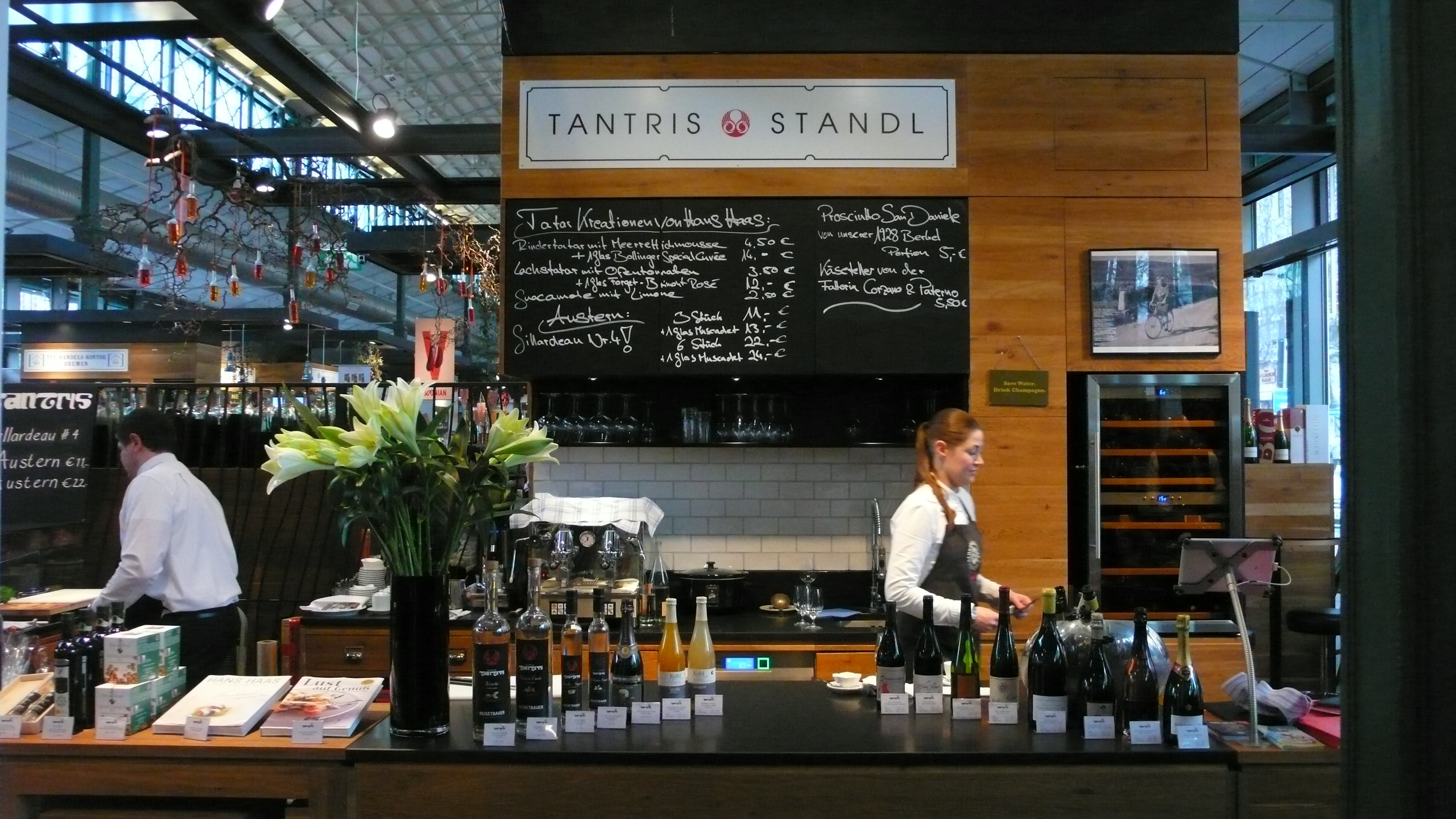
Tantris Schrannenhalle

Von 1978 bis 2013 gab es das ebenfalls Fritz Eichbauer gehörende Bistro Terrine in der Amalienpassage in München. Es wurde mehrfach mit einem Stern ausgezeichnet, zuletzt unter Küchenchef Jakob Stüttgen. Seit 2015 betreibt hier Jürgen Wolfsgruber das Restaurant Sparkling Bistro.
Von 2011 bis 2014 existierte der Stand Tantris Standl in der Schrannenhalle in München, und bis 2015 die Tantris Natural Winebar in der Brienner Straße 7.